# Plaça de toros de Palma

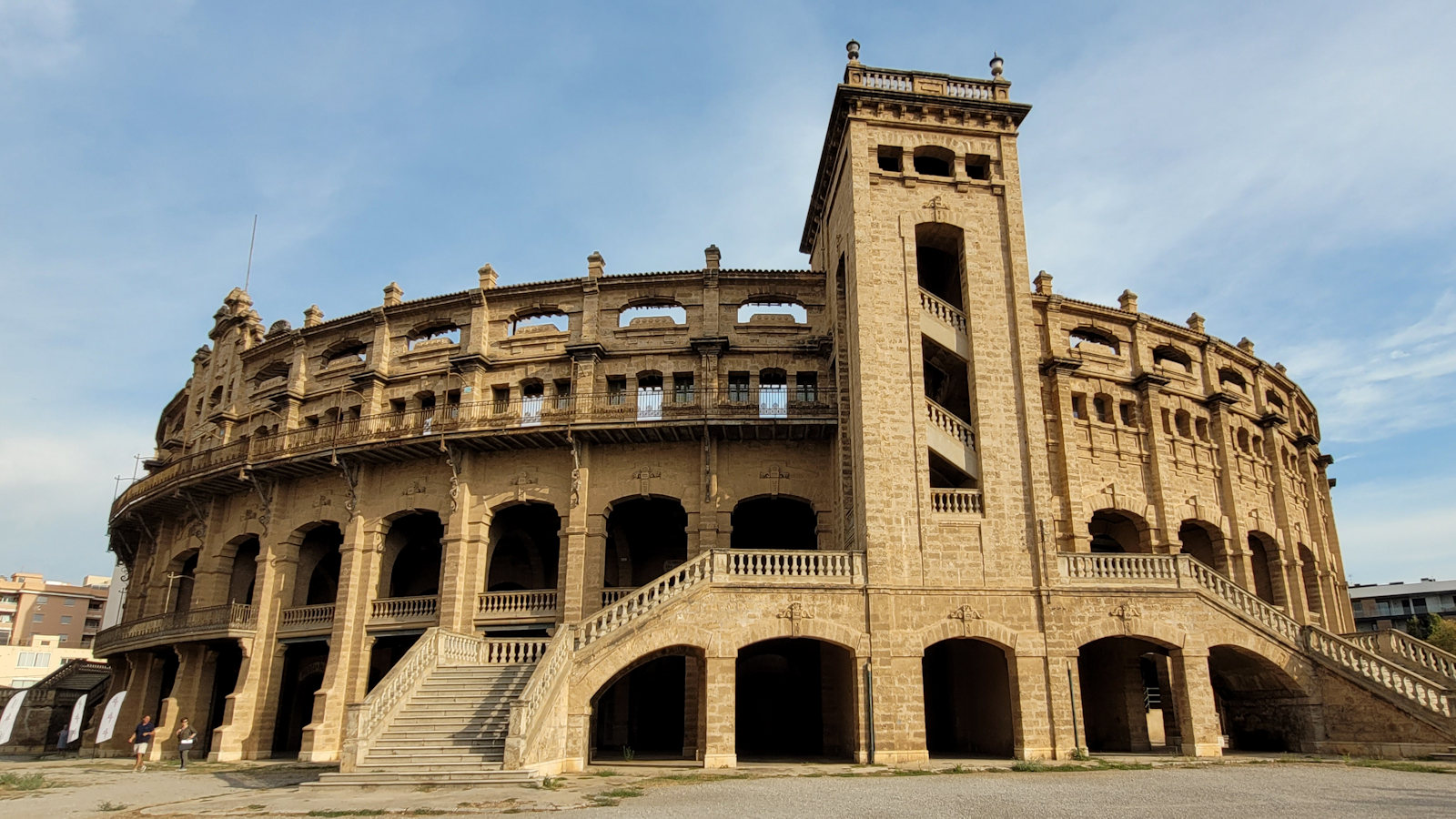
Coliseo Balear in Palma

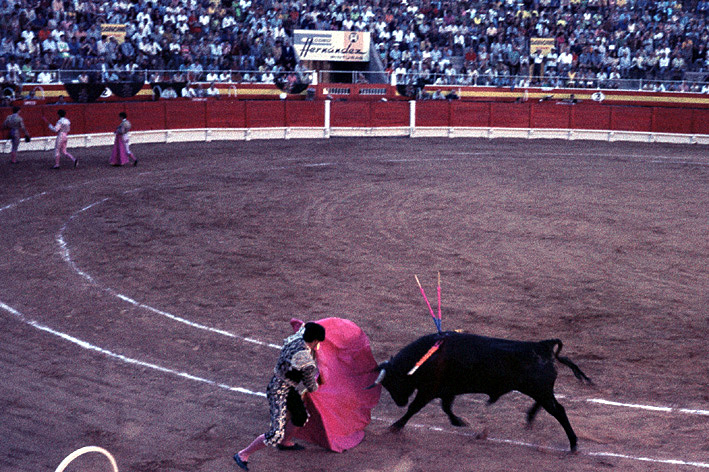
Stierkampf im Colisseu Balear (1970)

Die Plaça de toros de Palma (kastilisch Plaza de toros de Palma) oder auch Colisseu Balear (Coliseo Balear) ist die Stierkampfarena von Palma, der Hauptstadt der spanischen Mittelmeerinsel Mallorca und der autonomen Gemeinschaft der Balearischen Inseln.
Die 11.620 Zuschauer fassende Arena mit vier Hauptlogen und einem Durchmesser von 44,5 Metern befindet sich in der Avenida del Arquitecto Gaspar Bennazar, nordöstlich des Zentrums von Palma. Sie ist im Besitz der Gesellschaft Exclusivas Balaña S.A. mit Sitz in Barcelona. Das Colisseu Balear steht auf der Denkmalschutzliste der Stadt Palma.

## Geschichte
Die 11.000 Quadratmeter umfassende Stierkampfarena von Palma wurde ab 1915 geplant. Mit der Erstellung wurde der Architekt Gaspar Bennàssar i Moner beauftragt. Nach der Grundsteinlegung am 21. August 1928 erfolgte mit dem ersten Stierkampf (Corrida) am 29. Juli 1929 die Einweihung des historisierenden Rundbaus. Seit 1956 ist das Colisseu Balear im Besitz der Gesellschaft Exclusivas Balaña. Für Stierkämpfe wird die Arena nur noch selten genutzt. Hier finden Großveranstaltungen aus Sport, Kultur und Showbusiness statt. In der Arena von Palma traten unter anderem Joe Cocker, die Scorpions, Mike Oldfield und Simply Red auf. 1999, 2007, 2009, 2010, 2011 und 2013 fand in der Arena das Sommer-Special der TV-Show Wetten, dass..? statt. Die Plaça de toros de Palma ist die einzige Stierkampfarena der Welt, in der ein ATP-Tennisturnier ausgerichtet wurde.